# Schème (psychologie)
 (avril 2017).
Si vous disposez d'ouvrages ou d'articles de référence ou si vous connaissez des sites web de qualité traitant du thème abordé ici, merci de compléter l'article en donnant les références utiles à sa vérifiabilité et en les liant à la section « Notes et références ».
Pour les articles homonymes, voir Schème.
Le schème est une structure ou organisation des actions telles qu'elles se transforment ou se généralisent lors de la répétition de cette action en des circonstances semblables ou analogues.
Il s'agit d'un noyau ou squelette de savoir-faire, adaptable à un grand nombre de situations. Cette construction propre n'est donc pas un pur automatisme car elle est adaptable. C'est une structure commune à toute une catégorie de conduites ou d'actions.
Les schèmes se transforment, se développent. Ce sont ces transformations que Jean Piaget appelle la mobilisation des schèmes. Le schème, c'est ce qui dans une action est transposable dans des situations semblables ou analogues. On distingue plusieurs catégories de schèmes : les schèmes primaires et les schèmes secondaires. Le schème coordonné inclut simultanément le schème primaire et secondaire. Pour passer des schèmes primaires aux schèmes secondaires, il faut qu'il y ait une évolution des schèmes primaires. Et c'est parce que les schèmes primaires se développent qu'on peut obtenir des schèmes secondaires, et c'est cette évolution qui traduit la mobilité des schèmes. 

## Facteurs du développement psychologique selon Piaget

### Facteurs biologiques
Ces facteurs renvoient à la maturation du système nerveux. Sans cerveau, il n'y a point de développement possible (maturation biologique). Cela traduit le fait que le développement psychologique repose sur un substrat organique.

### Expérience du sujet
Ce facteur renvoie aux stimulations cognitives que l'enfant reçoit durant son évolution. Ici, on distingue le milieu riche et le milieu pauvre en stimulation. Lorsque l'enfant fait des expériences, il se confronte à deux processus qui affectent ses schèmes. Le processus d'assimilation et d'accommodation sont des processus complémentaires. L'assimilation permet à l'individu d'intégrer une nouvelle connaissance, un nouvel objet à un schème déjà existant, alors que l'accommodation est un processus qui modifie un schème déjà existant afin de le réajuster au monde extérieur. L'accommodation précède donc toujours l'assimilation. 

### Transmissions sociales à travers l'éducation
Une grande partie de nos connaissances résulte de l'éducation reçue.

### Équilibration
Ce 4e fait a été défini par Piaget pour montrer que le développement psychologique suit une direction. Il y a en effet des processus de régulation et de compensation qui sont nécessaires pour aboutir à certaines cohérences dans l'ensemble au cours du développement psychologique. L'équilibre est le garant du bon fonctionnement de l'organisme et de l'intelligence en termes d'adaptation au milieu. Par la suite, Piaget a défini 4 stades du développement de l'intelligence.

## Stades du développement de l'intelligence
1. Le stade sensori-moteur (de 0 à 2 ans environ)
2. Le stade pré-opératoire (de 2 à 6-7 ans)
3. Le stade opératoire concret (de 7-8 à 11-12 ans)
4. Le stade opératoire formel (de 11-12 à 15-16 ans)

## Enjeux du concept de schème
Les unités élémentaires de l'activité intellectuelle ne sont pas des sensations, des perceptions ou des actions mais des schèmes. Par exemple, le schème d'une action est l'ensemble structuré des caractères généralisables de l'action, c’est-à-dire qui permettent de répéter la même action ou de l'appliquer à de nouveaux contenus.
1. Schème de réunions : l'enfant rassemble des cubes/classe les gommettes...
2. Schème de succion.
3. Schème réflexes.

Les schèmes se transforment en devenant plus généraux (exemple : succion d'autres objets), plus nombreux et donc deviennent plus « mobiles ». Ils se combinent dans une organisation de type moyen-but (exemple : Le râteau pour prendre un objet).

## Schème selon Gérard Vergnaud
Gérard Vergnaud propose trois définitions du schème :
Premièrement c'est une totalité dynamique fonctionnelle 
" C'est aussi une organisation invariante de l’activité pour une classe de situations donnée." Pour Vergnaud, le schème est universel, puisqu’il s’adresse à une classe de situations  dont les caractéristiques sont bien définies.
Le schème peut également être défini comme constitué de quatre composantes :
- un but, des sous-buts et anticipations ;
- des règles d’action, de prise d’information et de contrôle ;
- des invariants opératoires : concepts-en-acte et théorèmes-en-acte ;
- des possibilités d’inférence en situation.